# Ali Abdullah Ayub
Ali Abdullah Ayub (en árabe: علي عبد الله أيوب‎) es un comandante del Ejército Sirio y actual Jefe del Estado Mayor de las Fuerzas Armadas de Siria. Fue designado por el Presidente de Siria Bashar al-Asad el 18 de julio de 2012 durante la Guerra Civil Siria. Ostenta el grado de Teniente general en el Ejército Sirio.

## Carrera política
El nombramiento de Ayub como Jefe del Estado Mayor fue debido a la promoción de Fahed Jasem al-Freiy al cargo de Ministro de Defensa y Comandante en Jefe de las Fuerzas Armadas, tras los eventos del atentado en Damasco el 18 de julio de 2012, en el que murió el ministro de Defensa Dawoud Rajiha.
Ayub había servido previamente como Vicejefe del Estado Mayor, responsable de la coordinación y los movimientos de las unidades del ejército durante la guerra civil. Como resultado, fue visto como la clave logística durante los primeros combates contra los grupos terroristas.
Tras su nombramiento, Ayub se encargó activamente del esfuerzo gubernamental de capturar y ejercer control en las áreas controladas por rebeldes de Alepo y Damasco.